# 유벽
유벽(劉辟, ? ~ ?)은 중국 후한 말의 황건적이다. 예주 여남군 일대에서 조조에 반항하였다.

## 생애
하의, 황소, 하만 등과 각각 황건 잔당 수만 명을 거느리고 여남군, 영천군 일대에서 활동하였다. 원술에 협력하여 손견과도 일하였다. 196년(건안 원년) 조조에게 토벌당해 황소는 전사하고 유벽과 하의는 투항하였다. 200년 관도 대전이 발발하자 유벽은 다시 반기를 들어 원소에 호응하고 수도인 허도 근방을 위협하였다. 원소도 유비를 여남으로 보내며 지원했지만 조인에게 정벌당했다. 생사 여부는 확실하지 않다.

## 삼국지연의
사서가 아닌 소설 《삼국지연의》에서도 여남의 황건적으로 등장하는데 공도와 세트를 이룬다. 서주에서 조조에게 깨지고 산산이 흩어진 유비 일당 중 여남으로 흘러온 손건을 받아준다. 관도 대전이 터지고 유벽과 공도는 여남에서 조조의 후방을 교란한다. 관우가 토벌하러 내려오자 손건을 통해 유비의 소재를 알리고 일부러 물러난다. 이후 다시 모인 유비 일당을 여남으로 맞아들인다. 조조가 창정에서 원소와 격돌하는 사이 유비가 허도를 습격한다. 조조가 급히 내려와 양산(穰山)에서 맞붙는다. 유벽은 여남을 수비하는데 하후돈에게 성을 빼앗기고 유비 역시 조조 본대에 패퇴한다. 유벽은 패잔병으로 유비의 부인들을 호위하다가 홀로 떨어진 유비를 만난다. 장합과 고람에게 포위당해서 자결하려는 유비를 만류하고 고람에게 달려들지만 3합이 안 되어 전사한다.

## 참고 문헌
- 《삼국지》1권 위서 제1 무제 조조